# Вронські

Герб роду Вронських

Вро́нські (пол. Wroński) — український шляхетський рід.
Вважається, що рід розділився на три гілки, однак зв'язок між ними недосліджений. Засновник першої гілки Іван Вронський отримав від Владислава IV, за доблесть у війні проти Московії, село Юхнове на Новгород-Сіверщині (1634). Сини його Федір і Петро служили в козацьких полках і володіли помістями у Полтавській та Чернігівській губерніях, де цей рід внесено до VI частини родословної книги.
Друга гілка веде свій початок від Олександра Вронського, який був наприкінці XVII століття ротмістром панцирним. Його син Симон брав участь в обранні на престол Августа II (1697). Цей рід внесено до I частини родословної книги Подільської губернії.
Родоначальником третьої гілки вважається Хома Вронський, поміщик Пінського повіту (1693). Його нащадки внесені до VI частини родословної книги Волинської губернії.